# Snömannen (roman)
Snömannen (originaltitel: Snømannen) är en roman från 2007 av den norske författaren Jo Nesbø och den sjunde boken i Harry Hole-serien. Romanen utkom 2008 i svensk översättning av Per Olaisen på Piratförlaget. På norska utkom romanen på förlaget Aschehoug. Filmatiseringen Snömannen i regi av Tomas Alfredson hade premiär 2017.

## Handling
Den första snön faller i Oslo. En pojke lägger märke till en otäck snögubbe i trädgården efter att hans mamma har försvunnit. Harry Hole upptäcker att fler gifta kvinnor har blivit bortrövade av Snömannen.